# Cestrum killipii
Cestrum killipii är en potatisväxtart som beskrevs av Francey. Cestrum killipii ingår i släktet Cestrum och familjen potatisväxter. Inga underarter finns listade i Catalogue of Life.